# 王弘立 (唐朝)
王弘立（？—869年），唐朝末年庞勋起义军将领。
庞勋攻占徐州（今江苏省徐州市）及其周围郡县，他随庞勋部将刘行及驻军濠州（今安徽凤阳东北）。时庞勋派兵进攻水路要冲泗州（今安徽泗县），因唐将杜惂坚守，长期进攻不下，刘行及命他帅众助攻泗州，先与攻泗州之吴迥部合军攻占泗州隔岸之都梁城（今江苏盱眙北)。而唐徐州南面行营招讨使戴可师帅众三万援救泗州，他大败唐军，杀戴可师。后自请抗唐军主力康承训，被击败于濉水（位安徽东北部），死两万多人。仍请攻泗州以补其过，为唐将马举燃火烧栅，战败牺牲。